# 维尔德·约翰森
维尔德·约翰森（挪威語：Vilde Johansen，1994年7月25日—），生于滕斯贝格，挪威女子手球运动员。她曾代表挪威国家队参加2020年夏季奥林匹克运动会手球比赛，获得一枚铜牌。